# Bad Bellingen
Bad Bellingen è un comune tedesco di 3 850 abitanti, situato nel land del Baden-Württemberg.